# Château de Doonagore
Le château de Doonagore (en irlandais caisleán Dún na Gabhair, en anglais Doonagore Castle) est une tour ronde du XVIe siècle avec un petit mur défensif située à 1 kilomètre au-dessus du village côtier de Doolin dans le Comté de Clare en Irlande. Son nom peut signifier "le fort des collines arrondies" ou "le fort des chèvres" ("the fort of the rounded hills" ou "the fort of the goats"). Le château qui est assis sur une colline dominant le village de Doolin est utilisé comme un point de navigation par des bateaux s'approchant de la jetée. Le château est à présent une résidence secondaire privée, inaccessible au public.

## Histoire
En cet emplacement existait un ancien château, bâti au XIIIe siècle ; la construction actuelle remonte au XVIe siècle. Elle est attribuée à Turlough O'Brien d'Ennistymon, ville voisine de Doolin, en 1582.
En 1588, la tentative d'invasion de l'Angleterre par l'Espagne échoua. Durant la retraite de l'Invincible Armada, un navire espagnol a fait naufrage sur cette côte, et les 170 « rescapés » furent capturés par le haut shérif du comté de Clare, Boetius MacClancy, et pendus au château de Doonagore ; leurs dépouilles ont été ensevelies dans un tumulus près de Doolin, appelé Cnocán an Crochaire.
Le château de Doonagore a bénéficié de réparations au début du XIXe siècle, mais s'est dégradé à nouveau par manque d'entretien. Il a été restauré dans les années 1970 par l'architecte Rex MacGovern, pour un acheteur privé américain, M. O'Gorman ; sa famille en est toujours propriétaire.